# 娛樂星聞 小燕有約
《娛樂星聞 小燕有約》（簡稱《小燕有約》）是1990年代中國電視公司星期六現場直播大型綜藝節目代表作品，製作單位百是傳播，製作人黃義雄，主持人張小燕，1992年12月26日20:00～21:30開播，1994年3月26日20:00～21:00播出最後一集後停播。

## 概述
《娛樂星聞 小燕有約》是1990年代台灣電視史上第二個星期六晚間現場直播大型綜藝節目，也是張小燕主持的第一個中視節目。1978年張小燕從台灣電視公司跳槽中華電視公司之後，一直待在華視；而該節目也是張小燕跳槽華視以後，首次主持其他電視台的節目。該節目原本預定只在第一至二集現場直播，但自第二集起改為全部現場直播，而且現場不限於攝影棚內。
棚內節目內容由中視大樂隊伴奏。與當時大多數的台灣綜藝節目相比，該節目的棚內佈景編排有一個最明顯的差異：樂隊席在舞台後方。此種編排的優點是樂隊容易配合節目進度演奏音樂；缺點是如果攝影機沒照到樂隊，電視機前的觀眾就看不到樂隊現場演奏音樂。

## 歷史
1991年11月20日，中視綜藝節目《歡樂八點見》錄影，請來張小燕擔任來賓並與主持人巴戈、崔麗心訪談；這是張小燕首度出現在中視綜藝節目，而當時張小燕與華視並無合約。
1992年10月，張小燕與黃義雄秘密簽約完成合作手續，規定黃義雄在《歡樂八點見》停播後向中視提交新綜藝節目企劃案；這個新節目定位為張小燕首次主持的中視大型綜藝節目，預定播出時段為每星期六的八點檔（20:00開播），名稱暫定為《娛樂星聞 小燕有約》。
1992年10月11日，張小燕接受《民生報》專訪時證實，她決定主持中視星期六大型綜藝節目。張小燕說，她到中視的理由十分單純，就是中視能夠給她一個好時段：「在華視那麼多年，畢竟是有感情，我很體諒華視的困難。平心而論，如果中視今天給我的不是周末黃金時段、而是周二或周四的時段，華視也可以給我，那自然要以老東家為優先；但是，今天中視給我周末八點時段，華視沒有辦法，而且華視的業務也有困擾。我一個做藝人的，又不能自己帶廣告；中視這邊有黃義雄的業務支持，我很單純只是想做一個好的節目。」 同日，華視節目部經理張永祥表示：「張小燕期待做一個新的大型節目，期待了那麼久，而華視的確沒有一個可供她盡情發揮的時段，所以我們可以諒解。」張永祥說，華視已經知悉張小燕為中視做節目的事，現在華視對張小燕最基本的要求是希望她維持華視帶狀綜藝節目《綜藝萬花筒》的現狀。
1992年10月12日上午，中視節目部經理宋裕民說，雖然黃義雄尚未遞上《娛樂星聞 小燕有約》企劃案，但是他十分信任張小燕的主持才華及對綜藝節目的新穎觀念；中視認為，綜合黃義雄製作《歡樂一百點》等綜藝節目的實力，搭配張小燕的魅力，這個新節目應同時具備深度及娛樂性，他已催促黃義雄儘快提案。同日，華視節目部主管表示，張小燕仍在主持《綜藝萬花筒》，今後張小燕待在華視的時間仍然多於待在中視的時間，華視與張小燕仍然維持友好關係。 同日，中視總經理朱宗軻說：「張小燕在國內演藝界，是一位社會評價很高、個人表現相當卓越的藝人；特別是她的敬業精神，一向有目共睹。我們中視的外製單位能把她請來參與中視的節目，作為電視台的負責人，我非常歡迎。」
1992年10月15日上午，張小燕在華視節目部經理張永祥與《綜藝萬花筒》製作人王鈞陪同下，面見華視總經理張家驤；張家驤卻與張小燕單獨會談，承諾華視在節目時段與廣告業務上全力配合張小燕，甚至主動提出兩個兒童與社教節目企劃案請張小燕主持，展現強勢慰留的企圖。 同日，中視會議將《娛樂星聞 小燕有約》列入11月份節目表，播出時間定為每星期六20:00；同日，中視副總經理王世正表示，中視一向尊重藝人的個人意願，在中視藝人張菲主持華視綜藝節目《笑星撞地球》、崔麗心主持華視綜藝節目《江山萬里情》時就已如此，「今天藝人如果不要在你這一台，就算拿槍抵著，節目也不會做得好的。」
1992年11月13日，張小燕參加中視綜藝節目《女人女人》錄影，同時拜會朱宗軻與中視各相關單位主管，是她宣布主持《娛樂星聞 小燕有約》以來首次現身中視。 1992年12月5日，《娛樂星聞 小燕有約》邀請台視綜藝節目《天天開心》製作人曹景德及主持人石、卓勝利、司馬玉嬌在該年12月26日20:00《娛樂星聞 小燕有約》開播時擔任第一集來賓，曹景德已徵得台視節目部經理熊廷武同意；《娛樂星聞 小燕有約》第一集內容重點為回顧該年娛樂新聞，「表揚」該年收視率表現突出的節目。 1992年12月14日，中視首度召開《娛樂星聞 小燕有約》製播會議，但因節目中的單元〈三台節目收視率排行榜〉必須向台視與華視「引用」節目畫面作為節目報導之用，牽涉版權及替同業節目打廣告的問題，中視提醒百是傳播「小心」。
1992年12月21日，中視攝影棚搭建《娛樂星聞 小燕有約》全部佈景，黃義雄與導播陳敬宗帶領工作人員20餘人沙盤推演現場直播流程，張小燕也在現場熟悉環境；張小燕說，節目內容大部分以外景為主，棚內的部分只是節目串場之用。
1992年12月23日，為了配合梅豔芳在台灣宣傳的時間，《娛樂星聞 小燕有約》預先為梅豔芳錄製一段專訪，該段專訪成為《娛樂星聞 小燕有約》首次錄影播出的內容，而這是2年前梅豔芳在華視深夜節目《今晚有約》接受張小燕訪問後首次上張小燕的節目；同日深夜，經過百是傳播多日遊說，台灣舞群兩大巨頭馬雷蒙、董成瑩決定首度合作承攬《娛樂星聞 小燕有約》舞群。 1992年12月25日，《娛樂星聞 小燕有約》以一整天的時間排練，張小燕錄製了一段排練預告，中視排定在1992年12月26日13:00、17:00及19:00播出預告。
1992年12月26日20:00～21:30，《娛樂星聞 小燕有約》開播。 1993年1月1日，中視與百是傳播及張小燕溝通後，決定改變《娛樂星聞 小燕有約》只在第一至二集現場直播的計畫，不顧成本問題，改為全部現場直播，而且現場不限於攝影棚內。1993年1月2日，《娛樂星聞 小燕有約》播出第二集，收視率繼續領先《台視影集》，但僅次於華視播映的香港電影《暫時停止呼吸》。
1993年2月13日21:30～22:30，中視綜藝節目《香蕉新樂園》接在《娛樂星聞 小燕有約》收播後開播，主持人蔡琴、鄧志鴻，以台灣本土的人、地、事、物為內容，挑戰台視《玫瑰之夜》與華視《江山萬里情》。
1994年3月26日20:00～21:00，《娛樂星聞 小燕有約》播出最後一集，宣告停播；由於中視於該日晚間錄影轉播第29屆金鐘獎廣播金鐘獎頒獎典禮，《娛樂星聞 小燕有約》最後一集播出時間縮短為60分鐘。張小燕在《娛樂星聞 小燕有約》最後一集中說，播出期間長達一年三個月的該節目是她主持20年來第一個以自己的名字作為節目名稱的節目。
1994年4月2日20:00～21:30，《娛樂星聞 小燕有約》的接檔節目《娛樂星聞 歡樂有約》開播，製作人同樣是黃義雄。

## 單元
〈星聞快報〉
娛樂新聞單元，兩位助理主持人主持。第一代助理主持人為陶晶瑩與黃子佼，第二代助理主持人為許效舜與黃子佼。
〈來電送大獎〉
Call-out現場贈獎單元。張小燕或來賓現場撥打電話號碼，觀眾回答關鍵字即可得獎。
《娛樂星聞 小燕有約》開播以前，觀眾在明信片上註明姓名、住址、電話號碼，在1992年12月24日以前寄到郵政信箱「台北郵政36-966號信箱」，即完成報名。開播以後，觀眾在明信片背面填上最喜愛的偶像姓名，並註明姓名、住址、電話號碼，寄到「台北郵政36-966號信箱」，即完成報名，每集現場直播時即有機會獨得獎金新台幣三萬二千元。郵政信箱停用後，明信片改寄到中視大樓地址（台北市南港區重陽路120號）。
每集現場直播時，工作人員將一台按鍵式電話機與一個裝滿報名明信片的轉盤推上舞台中央。張小燕或來賓現場抽出明信片，撥打明信片背面的電話號碼。 電話鈴聲響起後，張小燕提醒觀眾，請在接起電話之後回答自己正在收看什麼節目。接起電話的觀眾，只要回答「小燕有約」四字，就能得獎。
吳毓琦原作、東立出版社發行的台灣漫畫《龍行天下》其中一話的內容是男主角龍翔接聽來電，龍翔一拿起電話就立即回答「小燕有約」四字，被對方罵了一頓；這段的點子就是來自本單元。
〈歡樂民生影友會〉
每集邀請藝人會見自己的愛好者，並接受張小燕訪問。
該單元原本是《歡樂八點見》與《民生報》合辦且在《歡樂八點見》播出的單元；由於深受觀眾歡迎，《娛樂星聞 小燕有約》將其重新設計之後續播。
1993年2月19日，《民生報》宣布《娛樂星聞 小燕有約》將在每集加入該單元，並開放該報讀者參加該單元；報名方式為電話預約，「民生報之友」會員憑會員卡預約，每一張會員卡最多可預約2人。
〈巨星紅白大對抗〉
遊戲單元。來賓分為紅隊與白隊，進行對抗賽。獲勝次數最多的隊伍即是該集優勝隊伍。
〈元宵節藝人急智大對抗〉
1993年2月6日播出的元宵節特別企劃，藝人分為「歌星隊」與「演員隊」，兩隊進行趣味競賽，以各種遊戲考驗藝人的機智與膽量。兩隊大戰三回合，以總成績決定優勝隊伍。第一回合是射燈謎，謎題與謎底均取材自演藝圈人事；第二回合是機智問答，隊員全副武裝搶答，答錯者須接受「九層大蒸籠」的處罰；第三回合是歌曲搶唱，演員隊可請現場觀眾助陣。
〈小天使才藝大賽〉
1993年3月20日播出的兒童才藝表演單元，強調適合家庭親子共同觀賞的風格。 報名資格為5至8歲且擁有特殊才藝的兒童，於1993年3月15日至3月17日打電話向百是傳播報名。
〈透明之吻〉
1993年3月20日開播的遊戲單元，觀眾與來賓隔著透明塑膠板「接吻」。第一集的來賓為楊林與吳百倫。
〈全國歌唱模仿大賽〉
1993年5月8日開播的才藝競賽單元，開放具有模仿歌星歌聲才藝的民眾以電話向百是傳播報名。
〈麥可，我為你狂〉
1993年8月7日開播的才藝競賽單元，開放觀眾報名模仿麥可傑克森，歡迎麥可傑克森Dangerous世界巡迴演唱會在臺北市立體育場舉辦台北場。第一名可獲得此演唱會台北場2場的入場券，並安排與麥可傑克森合照；第二名與第三名可獲得此演唱會台北場2場的後台通行證。
1993年7月24日起受理報名，參賽者在台北市、台中市與高雄市的遠東百貨一樓服務台現場報名，1993年7月28日在台北市、1993年7月29日在台中市、1993年7月30日在高雄市舉辦試跳會，然後進行長達三星期的準決賽，1993年8月28日舉行總決賽。
〈親密衝突夾汽球〉
遊戲單元，張小燕指派男女藝人參賽。參賽的男藝人都屬青春偶像，例如林穎、張宇、林智文；手持汽球的女藝人都屬較無形象負擔者。 有2種玩法：
1. 男藝人坐在椅子上，女藝人站立。女藝人手持汽球跑至男藝人腳前，把汽球塞在男藝人的兩腿之間，隨即反身用力坐在汽球上，直到把汽球坐破為止。
2. 男藝人與女藝人皆站立。女藝人手持汽球跑至男藝人腳前，以兩人的胸部夾破汽球。

〈情歌對唱大賽〉
才藝競賽單元，開放觀眾2人一組報名，報名資格不以情侶或夫妻為限。1993年10月17日10:00舉辦試唱會。

## 紀錄
1992年12月28日，中視總經理朱宗軻核發獎金新台幣十萬元給《娛樂星聞 小燕有約》工作人員，獎勵第一集獲得收視率第一。
1993年1月16日，《娛樂星聞 小燕有約》把台灣秀場文化中的工地秀搬上電視，邀請有「工地秀公務員」之稱的李茂山、羅璧玲、楓與許效舜談工地秀。
1993年1月18日，由於《娛樂星聞 小燕有約》第一至三集的收視率有開高走低的現象，百是傳播想在大年初一特別節目中增加送紅包給觀眾的單元以刺激收視率；中視則提醒百是傳播，年後加強節目內容的設計，不能只靠贈獎及張小燕個人魅力撐場面。 1993年1月23日19:30，《娛樂星聞 小燕有約》播出大年初一特別節目，仍採現場直播，打破一般春節特別節目早在二至三星期前預先錄影的慣例。
1993年1月27日，中視頒獎給14個節目的製作單位，10個綜藝、戲劇及社教節目獲得績優獎，4個節目獲得特別獎，各獲頒一台兩重的一面黃金獎牌；獲得特別獎的4個節目是《娛樂星聞 小燕有約》、《繞著地球跑》、《兒童天地》與《來電五十》。
1993年2月13日，中視星期六午間綜藝節目《歡樂傳真》主持人陳美鳳、周麟應邀接受《娛樂星聞 小燕有約》訪問，《歡樂傳真》派出攝影人員拍攝訪問過程，一次亮相使兩個節目都受惠。
1993年3月6日，方芳芳在王鈞陪同下，捧著一束附上「《小燕有約》收視第一」祝詞的鮮花，在《娛樂星聞 小燕有約》開播後15分鐘進入該節目攝影棚，當時不知情的張小燕正在逐一訪問表演春裝秀的男歌手與女模特兒；張小燕一見到方芳芳，立即中斷正在進行的訪問，讓方芳芳進來獻花；這是方芳芳首度出現在中視綜藝節目，而當時正值方芳芳即將接任《綜藝萬花筒》女主持人的敏感時刻。同日，《娛樂星聞 小燕有約》播出該節目外景隊在中華民國國防部協助下赴海軍左營基地拍攝的陳朋在海軍陸戰隊飛馬豫劇隊服兵役的錄影實況，這是陳志朋的軍中生活首次被公開。
1993年4月3日19:30，《娛樂星聞 小燕有約》在國立國父紀念館舉辦現場直播公益晚會《中視有愛 小燕有約》，邀請智障、心臟病童、失蹤兒童協尋、雛妓救援、燙傷兒童、孤兒、模範母親等領域的婦幼團體提前慶祝兒童節，成為第一個在國立國父紀念館現場直播的綜藝節目。 1993年4月24日，中視總經理朱宗軻在《娛樂星聞 小燕有約》中頒贈感謝狀給羅時豐，因為羅時豐是《中視有愛 小燕有約》後台唯一當場湊足新台幣十萬元現金捐給中視愛心專戶的藝人。
1993年4月10日，《娛樂星聞 小燕有約》緊急抽換內容，開播後立即播出王傑與台灣女模特兒莫綺雯閃電結婚新聞，也播出王傑與莫綺雯在MV裡擔任男女主角的畫面，張小燕則以電話訪問方式請王傑與莫綺雯說明他們的戀情。
1993年4月17日，《娛樂星聞 小燕有約》在〈歡樂民生影友會〉中播出本年1月錄影完成卻一直擱置未播的梅艷芳影友會，總長約16分鐘，播出時不顯示「現場直播」字樣，是該節目第一次採用整段錄影播出。
1993年5月22日，該日休假的中視新聞主播春華在中視新聞部主管同意下出席《娛樂星聞 小燕有約》，與張小燕暢談準媽媽經；這是沈春華首次出席綜藝節目。
1993年6月12日，《娛樂星聞 小燕有約》播出謝金燕在車禍康復後的首度正式演出，表演內容為唱〈真心真意過一生〉與吹奏薩克斯風。
1993年6月26日，《娛樂星聞 小燕有約》播出與《民生報》合辦的「劉德華、葉蒨文金門行」勞軍晚會，四段收視率都是第一，中視總經理朱宗軻當場頒發獎金新台幣六萬元給中視節目部。
1993年9月4日20:30，《娛樂星聞 小燕有約》率先播出麥可傑克森演唱會台北場的前3分鐘實況，搭配庾澄慶的〈歡樂民生影友會〉，該集總計拿下20:00～21:30三段收視率第一；而張菲、費玉清主持的台視星期六晚間綜藝節目《龍兄虎弟》只拿下19:30～20:00收視率第一。 由於行政院新聞局規定節目中不能出現沒有工作證的外籍藝人，《娛樂星聞 小燕有約》只能比照新聞方式處理，亦即只播3分鐘實況。
1993年10月2日19:30，《娛樂星聞 小燕有約》在剛啟用的桃園巨蛋舉辦反毒品晚會，是桃園巨蛋第一場現場直播晚會，也是《娛樂星聞 小燕有約》開播以來最大的直播場面。
1993年11月20日，台視轉播於該日晚間在國立國父紀念館舉行的第5屆金曲獎頒獎典禮，授權《娛樂星聞 小燕有約》率先播出最佳演唱組獎與最佳單曲歌唱錄影帶影片獎頒獎實況；由於台視採取錄影方式轉播，台視直到該日21:40才會開播頒獎典禮；而台視為了爭取張小燕頒獎，不但授權《娛樂星聞 小燕有約》先播該段頒獎內容，還出動SNG轉播車到中視攝影棚作業。這是台灣電視史上，負責轉播頒獎典禮的電視台首次授權其他同業先轉播頒獎典禮。 而早在1993年11月18日，台視節目部企劃組組長游志郎、本屆金曲獎頒獎典禮製作人俞凱爾、台視工程部工程人員2人、中視節目部副理涂金泉、中視管理組組長曾斐莉、中視導播組組長白國嘉在中視協商，協商結果是台視與中視都能獲得張小燕揭曉的畫面與頒獎典禮現場的畫面。 1993年11月20日下午，台視派遣專員將密封的信封鎖在手提箱中，送到中視攝影棚；等到《娛樂星聞 小燕有約》開播時，工作人員透過攝影棚的專線電話接聽金曲獎頒獎典禮後台打來的電話，把得獎名單填上以後交給張小燕揭曉，其實並未洩露得獎名單；但由於張小燕的演技，觀眾會產生「機密老早便已鎖在箱內」的錯覺。
1993年12月25日19:30～21:30，《娛樂星聞 小燕有約》播出一週年特別節目，首先安排參加演出的藝人演唱1993年度熱門歌曲，接著藝人分為紅白兩隊進行對抗賽，郭富城擔任紅隊隊長，林憶蓮擔任白隊隊長，罕見的內容是兩隊隊長各自演唱敵隊隊長的原唱歌曲：郭富城唱林憶蓮的歌〈匆匆〉，林憶蓮唱郭富城的歌〈對你愛不完〉。

## 事件
1992年12月26日20:00，《娛樂星聞 小燕有約》開播，張小燕與來賓徐淑媛都有突發狀況：徐淑媛現場表演秀場歌舞，不料出現踩落裙子的畫面；張小燕現場call-out給被抽到明信片的觀眾時，連撥三次電話卻撥不通，現場工作人員及觀眾一陣緊張。工作人員表示，由於科技的進步，部分標榜「現場直播」的節目其實大多數採錄影作業，《娛樂星聞 小燕有約》意外的「穿幫」效果反而證明了現場直播節目的真實性。
1993年1月30日，由於行政院新聞局規定廣播電視節目訪問中國大陸人士時應於七日前將內容送審，受邀參加《娛樂星聞 小燕有約》的李連在錄影前2小時被百是傳播通知不得不取消。 當時李連杰並未在第三地居住四年以上，故仍被視為中國大陸人士。 百是傳播表示，該公司於數日前與李連杰的台灣區經紀公司研商李連杰上《娛樂星聞 小燕有約》的可行性，經紀公司一口表示「絕對沒有問題」；不料，1月30日下午，還是出現了問題，百是傳播隨即與李連杰的經紀公司商討補救對策。李連杰的經紀公司在商討補救對策時表示，讓李連杰按原先計畫上《娛樂星聞 小燕有約》；如果行政院新聞局不同意此作法而對百是傳播罰款新台幣十五萬元，李連杰的經紀公司願意負擔這筆罰款；百是傳播表示反對此案。中視獲悉李連杰的經紀公司的作法時，向百是傳播表示「使不得」，同時特別要求編審組負責審視《娛樂星聞 小燕有約》的編審人員現場督陣，直到確認「無闖關之虞」為止。
1993年3月8日，中視決定，在張菲、費玉清主持的台視星期六晚間綜藝節目《龍兄虎弟》於同年3月27日19:30開播時，《娛樂星聞 小燕有約》現場直播地點改為中影文化城。1993年3月9日，張菲說明《龍兄虎弟》為何會與《娛樂星聞 小燕有約》對打：「這是避不掉的事。因台視開出第一時段是對上華視《鑽石舞台》，而該節目是胡瓜主持，所以閃掉；後來台視又開出第二時段，正好與小燕姊節目對上！」 1993年3月22日，台視節目部經理熊廷武說，他與張小燕溝通過，《龍兄虎弟》絕非刻意打她的節目，而是因為將重點節目擺在星期六或星期日的黃金時段播出是必然的選擇。 1993年3月23日，張菲表示，他簽約主持《龍兄虎弟》的時候沒料到《龍兄虎弟》與《娛樂星聞 小燕有約》對打，他不能打自己老闆的節目，因此決定在他與《歡樂一百點》的合約於1993年5月1日到期之時辭職暫離中視，但他「也準備將來再回中視」。
1993年3月13日，《娛樂星聞 小燕有約》發生開播以來第一次的歌手遲到事件：該集開場安排年輕歌手一面進場一面演唱輕鬆歌曲，排定周傳雄（小剛）演唱〈夏夜燃燒的夢〉；但到了20:00，該集開播，小剛卻在台北市南港區的平交道受阻，還沒抵達中視。工作人員急翻了，臨時請黃子佼代唱〈夏夜燃燒的夢〉。黃子佼上場代唱，第一句有些走音，但最後還是唱完；黃子佼剛唱完，小剛滿頭大汗抵達攝影棚，上場繼續演出。
1993年3月17日，中視節目部經理宋裕民表示，《娛樂星聞 小燕有約》是中視的招牌節目，中視將全力支持《娛樂星聞 小燕有約》迎戰《龍兄虎弟》：首先，將協調《娛樂星聞 小燕有約》開播時間從20:00提前為19:30，亦即與《龍兄虎弟》同時開播；同時，《娛樂星聞 小燕有約》也將走出攝影棚，到大型場所，以現場直播方式製播晚會；另外，中視正在研議《娛樂星聞 小燕有約》播出時間延長為2小時。 1993年3月25日，中視決定，《娛樂星聞 小燕有約》於同年3月26日在中視大樓停車場搭設一個可容納2500名觀眾的演唱會會場，邀請吳奇隆舉行90分鐘的個人演唱會，同時現場直播演唱會片段及訪問；《娛樂星聞 小燕有約》攝影棚內，則邀請林強舉辦影友會。
1993年3月18日，張小燕澄清，《娛樂星聞 小燕有約》未曾想過要在1993年3月20日晚間台視轉播第28屆金鐘獎頒獎典禮時派人赴會場把得獎人請去《娛樂星聞 小燕有約》受訪，而這也不是她的主意：「我是電視人，瞭解金鐘獎是圈內關注的事；所以當金鐘獎的表演節目脫口秀需要《小燕有約》的許效舜去演出，許效舜問我的意思時，我很鼓勵他去。我既放人去金鐘獎，又怎會到金鐘獎去『拉人』呢？而且，做過現場直播節目的人都很瞭解：以台北交通的狀況，要在金鐘獎開始後把得獎人接到中視，時間哪裡夠？因為大家關心的獎項必集中在最後，而《小燕有約》9點半就收播了，得獎人勢須8點半以前就從會場接出來；試問：8點半的時候，頒到大獎了嗎？」同日，中視節目部經理宋裕民說，《娛樂星聞 小燕有約》不會到金鐘獎會場「拉人」，但是《娛樂星聞 小燕有約》會照常報導金鐘獎開獎，因為中國廣播公司（中廣）早在台視播出金鐘獎頒獎典禮前就已播報得獎名單。
1993年4月8日，台灣綜藝節目製作人王偉忠評《龍兄虎弟》與《娛樂星聞 小燕有約》：「主持人可分兩種：一種是主持性的，一種是表演性的。表演性的主持人，節目一推出，一定很好看，也必然轟動；但就算天才，也很快就被掏空。主持性的主持人，一開始可能並沒有很大的震撼，但路會走得比較久。張菲、費玉清的新節目（《龍兄虎弟》）不斷在表演，賣自己的本錢；而張小燕的企圖心很明顯，看得出她對《娛樂星聞》的企圖心。」
1993年4月9日下午，張小燕與《娛樂星聞 小燕有約》工作人員協商之後，已擬出2個方式在同年4月10日訪問中國大陸藝人何晴，既不會違反行政院新聞局的規定（請參見上文），也不失時效性與直播效果：㈠張小燕與何晴都在《娛樂星聞 小燕有約》攝影棚裡，但因何晴不能露面，所以張小燕以電話訪問何晴。㈡何晴坐在現場來賓席上，然後她舉出寫著「來賓何晴電話」的提示板，攝影機隨即瞄過她的臉部；當她接電話與小燕姊通話時，攝影機僅拍她的背部。 1993年4月10日上午，行政院新聞局廣播電視事業處聲明，廣播電視節目訪問中國大陸人士的內容，就算中國大陸人士只有聲音，也必須事先送審；於是《娛樂星聞 小燕有約》臨時取消訪問何晴。 另外，中視主動於1993年4月10日向行政院新聞局徵詢幾個讓何晴「偷渡」的可行方法，皆被行政院新聞局否決；中視早在1993年3月27日提供何晴的錄影帶送交行政院新聞局審查，因證件不符而被退件，無法在《娛樂星聞 小燕有約》中播出。 1993年4月17日，何晴通過行政院新聞局審查，可以在《娛樂星聞 小燕有約》中現身。
1993年10月2日，《娛樂星聞 小燕有約》在桃園巨蛋舉辦反毒品晚會，黃子佼在晚會中以不當言語消遣熱情的藝人愛好者；1993年10月16日，黃子佼在《娛樂星聞 小燕有約》中以不當言語消遣中視大樂隊指揮林家慶；該兩段內容播出後，中視接獲許多觀眾電話投訴指稱，黃子佼這兩次言論逾越電視節目應遵守的禮儀規範；1993年10月22日，黃子佼被中視警告，如果他再犯，中視將請他離開《娛樂星聞 小燕有約》。
1993年12月初，已於1993年3月與張小燕簽定演藝經紀合約的映畫傳播老闆郭建宏說，映畫傳播要給張小燕開新節目，張小燕主持《娛樂星聞 小燕有約》只到1994年1月中旬。1993年12月8日，黃義雄說，他現在唯一的作法是放下身段，請求郭建宏出借張小燕繼續主持《娛樂星聞 小燕有約》，最好是再借一年，不然也借到1994年2月底，否則也只能另外找人主持；黃義雄強調，由於百是傳播與中視的合約到1994年6月期滿，即使張小燕退出，他也不會放棄《娛樂星聞 小燕有約》的時段；郭建宏回應，在利益衝突下不能講人情，所以他還是不能出借張小燕繼續主持《娛樂星聞 小燕有約》。 1993年12月8日下午，朱宗軻約見張小燕時表示，郭建宏與黃義雄都是中視的優秀製作人，各有各的立場，中視不方便偏袒任何一方；郭建宏回應，很高興中視立場中立、沒有向他施壓。 1993年12月11日，中視管理組組長曾斐莉在《娛樂星聞 小燕有約》攝影棚內探張小燕的班時表示，為了表明中視的公正立場，中視此時不宜表示什麼，將待黃義雄與郭建宏有進一步談判結果之後再出面協調。
1993年12月4日，《娛樂星聞 小燕有約》與稀有動物保育宣導棒球賽《保護稀有動物 讓台灣有種 明星棒球義賽》現場做了兩段現場連線直播。第一段的連線是在19:36，但因轉播工程作業出了狀況，張小燕在中視攝影棚的聲音傳不到義賽現場；張小燕將瀏海往上撥開，義賽主持人陶晶瑩猜「說『頭髮都被風吹得往上翹』」；張小燕隨即再做同一動作、同時喊「吳部長」三字（當時中華民國內政部部長吳伯雄擔任開球典禮投手），陶晶瑩才大喊「吳部長」。第二段的連線是介紹郭泰源及其妻張瓊姿在義賽現場接受祝福的實況。
1993年12月18日，郭建宏拜訪朱宗軻，協商張小燕是否能繼續主持《娛樂星聞 小燕有約》；郭建宏說，他只是想享受應有的權利，他絕對尊重中視的權益，無意傷害電視節目製作業界同業利益，張小燕在此事有結論之前可繼續主持《娛樂星聞 小燕有約》；朱宗軻說，只要不影響中視的權益，中視絕不偏袒任何一方。 1993年12月28日中午，在一場餐會結束後，郭建宏向同車的黃義雄承諾，在映畫傳播為張小燕策劃出新節目之前，他不會收回張小燕。
1994年3月2日17:00，映畫傳播委請律師寄存證信函給中視與百是傳播，宣稱自該月31日以後停止出借張小燕給《娛樂星聞 小燕有約》。 1994年3月3日，中視表示，將協調郭建宏與黃義雄合作；黃義雄回應，「小燕可以沒有，時段不必合作」，他決定放棄爭取張小燕，同時放棄爭取張菲接手主持《娛樂星聞 小燕有約》。 1994年3月4日，張小燕首度說明她退出《娛樂星聞 小燕有約》前夕的心情：「我很感謝中視。做《小燕有約》以來，給我最深刻的感受，就是電視台、製作單位、主持人同心協力不可分，努力經營一個好節目。離開《小燕有約》，其實很為難。在《小燕有約》前期，收視率受到壓制，我的個性就是『反而要堅強』；去年9月起《小燕有約》穩定了，現在因映畫合約問題離開，我不能多說什麼。」 1994年3月7日，映畫傳播宣稱改變態度，如果中視出面協調，不排除與《娛樂星聞 小燕有約》合作的可能。